# Folsomides ononicolus
Folsomides ononicolus är en urinsektsart som beskrevs av Fjellberg 1993. Folsomides ononicolus ingår i släktet Folsomides och familjen Isotomidae. Inga underarter finns listade i Catalogue of Life.